# Sewayaki Kitsune no Senko-san
Sewayaki Kitsune no Senko-san (世話やきキツネの仙狐さん?) es un manga de comedia escrito por Rimukoro. Ha sido publicado en línea en el sitio web Comic Newtype de Kadokawa Shoten desde octubre de 2017 y ha sido recopilado en 12 volúmenes tankōbon. Una adaptación a serie de anime producida por Doga Kobo se emitió del 10 de abril al 26 de junio de 2019.

## Sinopsis
Kuroto Nakano es un joven asalariado con una vida muy infeliz y estresante, casi totalmente ocupado por su trabajo en la empresa para la que trabaja. Una noche, después de pasar otro día trabajando demasiado, en el momento en que abre la puerta de su casa, encuentra a una niña aparentemente con orejas de zorro y una cola preparándole una cena: su nombre es Senko, una semidiosa zorro de 800 años. Senko ha sido enviada a la Tierra desde el mundo de los espíritus para liberar a Kuroto de su infeliz vida y ayudarlo a encontrar la felicidad nuevamente. 

## Personajes
Senko (仙狐 Senko?)
 Seiyū: Azumi Waki
Senko es una kitsune de 800 años enviada desde el mundo de los espíritus para aliviar a Kuroto de su vida estresante y con exceso de trabajo. Ella orgullosamente va más allá de Kuroto, mimándolo, cocinando para él y limpiando su casa. Se muda a la casa de Kuroto y actúa como una esposa y madre servicial. A Senko le encanta mimar a Kuroto, como limpiarlo, masajearlo, arreglarlo y darle almohadas para el regazo para asegurarse de que duerma lo suficiente. Se entristece si Kuroto prioriza el trabajo sobre su salud. Para su consternación, Kuroto parece tener una fijación con su cola y orejas suaves y esponjosas.
Kuroto Nakano (中野玄人 Nakano Kuroto?)
 Seiyū: Junichi Suwabe
Kuroto es un asalariado regular que vivió una vida no regulada antes de la llegada de Senko. Creció en el campo con sus abuelos antes de mudarse a la ciudad para trabajar. La salud y el espíritu de Kuroto han mejorado con el tiempo gracias al cuidado de Senko.
Shiro (シロ Shiro?)
 Seiyū: Maaya Uchida
Una kitsune enviada para ayudar a Kuroto debido a la dificultad inicial de Senko para liberar al hombre de la oscuridad que consumía su corazón. Mucho más engreída y espontánea que Senko, ve a Kuroto como un sirviente, pensando que los humanos deberían adorar a los kitsunes enviados para ayudarlos. Más tarde se hace amiga de Yasuko.
Yasuko Koenji (高円寺安子 Koenji Yasuko?)
 Seiyū: Ayane Sakura
Yasuko es la vecina de al lado de Kuroto. Es estudiante universitaria y artista de manga, y pasa la mayor parte de su tiempo dibujando manga en su habitación. Se muestra que Yasuko es perezosa y desordenada mientras come comidas preparadas para microondas y rara vez limpia su casa. Como resultado, Yasuko aprecia la compañía de Senko cada vez que este último viene a limpiar y le prepara la comida. Yasuko no sabe que Senko es una kitsune y la confunde con una cosplayer. También es otaku y le encanta ver un anime llamado Little Yoko, Inari Girl, que presenta a un zorro mágico luchando contra un tanuki malvado.
Yozora (夜空 Yozora?)
 Seiyū: Eri Kitamura
Una kitsune que tiene más de 1000 años. Yozora es la jefa de Senko y Shiro; ella fue quien los envió al reino humano para cuidar a Kuroto. Para consternación de Senko, a Yozora le encanta seducir a Kuroto en broma con sus pechos y sus cuatro colas.
Inari Shojo Yoko (稲荷少女ヨーコ Inari Shojo Yoko?)
 Seiyū: Rie Kugimiya
La heroína titular de un anime llamado Little Yoko, Inari Girl.
Don tanuki otoko (ドン・タヌキ男 Don tanuki otoko?)
 Seiyū: Shigeru Chiba

## Contenido de la obra

### Manga
| N.º | Fecha de lanzamiento    | ISBN original          |
| --- | ----------------------- | ---------------------- |
| 1   | 10 de abril de 2018     | ISBN 978-4-04-106951-6 |
| 2   | 10 de agosto de 2018    | ISBN 978-4-04-107271-4 |
| 3   | 10 de diciembre de 2018 | ISBN 978-4-04-107492-3 |
| 4   | 10 de abril de 2019     | ISBN 978-4-04-108107-5 |
| 5   | 10 de octubre de 2019   | ISBN 978-4-04-108782-4 |
| 6   | 10 de marzo de 2020     | ISBN 978-4-04-109216-3 |
| 7   | 10 de julio de 2020     | ISBN 978-4-04-109439-6 |
| 8   | 10 de diciembre de 2020 | ISBN 978-4-04-110810-9 |
| 9   | 10 de junio de 2021     | ISBN 978-4-04-111445-2 |
| 10  | 10 de diciembre de 2021 | ISBN 978-4-04-111446-9 |
| 11  | 10 de junio de 2022     | ISBN 978-4-04-112544-1 |

### Anime
El 2 de diciembre de 2018 se anunció una adaptación a serie de anime. La serie es animada por Doga Kobo y dirigida por Tomoaki Koshida, con Yoshiko Nakamura encargada de la composición de la serie, y Miwa Oshima en el diseño de personajes. Yoshiaki Fujisawa compuso la música. La serie se emitió del 10 de abril al 26 de junio de 2019 en AT-X y otros canales. El tema de apertura es "Koyoi mofumofu!!" (今宵mofumofu!!?) interpretado por Azumi Waki y Maaya Uchida, mientras que el tema de cierre es "Moffu Moffu de Yoinoja yo" (もっふもっふ DE よいのじゃよ?) interpretado por Waki. La serie duró 12 episodios. Funimation obtuvo la licencia fuera de Asia. Tras la adquisición de Crunchyroll por parte de Sony, la serie se trasladó a Crunchyroll obteniendo la licencia de la serie fuera de Asia.